# AFESIP
AFESIP (Agir pour les femmes en situation précaire) è un'organizzazione non governativa fondata nel 1996 dall'attivista cambogiana Somaly Mam e dal marito Pierre Legros, un biologo di Médecins Sans Frontières, l'organizzazione è nata in Cambogia e ora ha sedi anche in Thailandia, Laos e Vietnam, è inoltre attiva con opere di prevenzione contro il turismo sessuale in Spagna.
L'area di attività principale dell'AFESIP è quella di occuparsi delle vittime della prostituzione minorile e del traffico di prostitute, attraverso il recupero delle donne e delle ragazzine, spesso nemmeno adolescenti, in centri appositi e il reinserimento nella società tramite l'insegnamento di una professione (cuoche, parrucchiere, cameriere...) che permetta loro di non ricadere nelle mani dei tenutari di bordelli. 
L'AFESIP si occupa inoltre di prevenzione attraverso campagne di informazione, prevenzione dell'HIV e sostegno alle politiche femminili a livello governativo.
Somaly Mam è stata insignita del Premio Principe delle Asturie nel 1998 per il lavoro svolto da lei e dall'AFESIP e ha pubblicato un libro intitolato Il silenzio dell'innocenza, in cui parla della sua vita e della sua voglia di combattere ancora per il bene delle ragazze sfruttate, nonostante le numerose minacce che lei e la sua famiglia ricevono continuamente.